# 萨克森-魏玛-爱森纳赫的阿马利娅
萨克森-魏玛-爱森纳赫的阿马利娅（德語：Amalia von Sachsen-Weimar-Eisenach，1830年3月20日—1872年5月1日），薩克森-魏瑪-艾森納赫伯恩哈德王子的女兒，母親是薩克森-邁寧根的伊達。
1853年，艾瑪莉亞和姨表兄、荷蘭國王威廉三世的弟弟亨利王子結婚，兩人沒有子女。1872年艾瑪莉亞於盧森堡瓦爾弗當日去世，死後葬在代爾夫特新教堂。